# Domecy-sur-le-Vault
Domecy-sur-le-Vault là một xã của Pháp,tọa lạc ở tỉnh Yonne trong vùng Bourgogne.

## Hành chính
| Danh sách các thị trưởng               |           |                              |      |         |
| Giai đoạn                              | Giai đoạn | Tên                          | Đảng | Tư cách |
| 2005                                   | 2014      | Eric Stephan                 |      |         |
| 2001                                   | 2005      | Jean-Paul Guignot            | PC   |         |
| 1989                                   | 2001      |                              |      |         |
| 1983                                   | 1989      | Jean-Pierre Chavreau         |      |         |
| 1962                                   | 1983      | Roger Milliard               | PC   |         |
| 1945                                   | 1962      | Maurice Milliard             | PC   |         |
| 1929                                   | 1945      | Arthur de Denesvre de Domecy |      |         |
| 1920                                   | 1929      | Robert de Denesvre de Domecy |      |         |
| Tất cả các dữ liệu trước đây không rõ. |           |                              |      |         |

## Biến động dân số
| 1793    | 1800    | 1806    | 1821    | 1831    | 1836    | 1841    | 1846    | 1851    |
| ------- | ------- | ------- | ------- | ------- | ------- | ------- | ------- | ------- |
| 318 hbs | 351 hbs | 342 hbs | 381 hbs | 397 hbs | 411 hbs | 386 hbs | 383 hbs | 381 hbs |

| 1856    | 1861    | 1866    | 1872    | 1876    | 1881    | 1886    | 1891    | 1896    |
| ------- | ------- | ------- | ------- | ------- | ------- | ------- | ------- | ------- |
| 384 hbs | 382 hbs | 371 hbs | 363 hbs | 342 hbs | 320 hbs | 304 hbs | 289 hbs | 294 hbs |

| 1901    | 1906    | 1911    | 1921    | 1926    | 1931    | 1936    | 1946    | 1954    |
| ------- | ------- | ------- | ------- | ------- | ------- | ------- | ------- | ------- |
| 286 hbs | 247 hbs | 227 hbs | 185 hbs | 165 hbs | 151 hbs | 143 hbs | 135 hbs | 131 hbs |

| 1962                                         | 1968   | 1975   | 1982   | 1990   | 1999    | - | - | - |
| -------------------------------------------- | ------ | ------ | ------ | ------ | ------- | - | - | - |
| 125hbs                                       | 99 hbs | 86 hbs | 80 hbs | 87 hbs | 104 hbs | - | - | - |
| Số liệu kể từ 1962 : dân số không tính trùng |        |        |        |        |         |   |   |   |